# Ben Tianavaig
Ben Tianavaig är ett berg i Storbritannien.   Det ligger i kommunen Highland och riksdelen Skottland, i den nordvästra delen av landet, 700 km nordväst om huvudstaden London. Toppen på Ben Tianavaig är 413 meter över havet, eller 365 meter över den omgivande terrängen. Bredden vid basen är 3,7 km. Ben Tianavaig ligger på ön Isle of Skye.
Terrängen runt Ben Tianavaig är lite kuperad. Havet är nära Ben Tianavaig österut.Runt Ben Tianavaig är det mycket glesbefolkat, med 4 invånare per kvadratkilometer. Trakten runt Ben Tianavaig består i huvudsak av gräsmarker.